# Mese a 12 találatról
A Mese a 12 találatról 1956-ban forgatott, és 1957-ben bemutatott, magyar fekete-fehér szatirikus filmvígjáték Makk Károly rendezésében. A Sztálin halála utáni enyhülés reményében készült, merész szatirikus társadalombírálat.

## Cselekmény
Az 1950-es évek elején, a második világháború utáni szűkös anyagi viszonyokkal küzd a magyar társadalom minden osztálya a pincértől az orvosig. Persze megvannak a preferált személyek: élsportolók, hivatalnokok, „kiskirályok”, akik lehetőségeiket kihasználva előnyökhöz jutnak. Az átlagember azonban csak a szerencsejátékokban bízva láthatja jövőjét biztosítva. Egy éttermi kenyereslány ismeretségére alapozva kollektív totózásba fog vele egy orvos, egy tanár és egy pincér. Megütik a főnyereményt, ami mindegyikük életét megváltoztatja. Az SZTK-orvos rendbehozatja a lakását, a tanár elveszi szerelmét, a pincér jól megmondja véleményét főnökének, a kenyereslány feleségül menne a menő focistához. Később nagy meglepetésben lesz részük: a várt százezres nyeremény helyett, fejenként mindössze 70 forint jut nekik.

## Főszereplők
- Tolnay Klári – Bartháné, patikusnő
- Zenthe Ferenc –	Titi, fociedző
- Somló István – Bartha Ferenc, orvos
- Psota Irén – Vali, Piri húga
- Darvas Iván – Fazekas Géza, történelemtanár
- Ruttkai Éva – Kató, tornatanárnő
- Peti Sándor – Károly bácsi, pincér

## Mellékszereplők
- Balázs Samu – étteremvezető
- Basilides Zoltán – kőműves
- Garas Dezső – focikapus
- Greguss Zoltán – KIK[1]-vezető
- Hlatky László – Robicsek, fullajtár
- Horkai János
- Kardos Magda – dizőz
- Kibédi Ervin – beteg a patikában
- Lorán Lenke
- Makláry Zoltán – orvosprofesszor
- Misoga László – szobafestő
- Molnár Tibor – személyzeti vezető
- Péchy Blanka – betegeskedő anya
- Rajczy Lajos – éttermi vendég
- Rév Erzsi
- Rózsahegyi Kálmán
- Siménfalvy Sándor – fogfájós
- Soós Edit – Piri
- Szemethy Endre - kalauz
- Szusza Ferenc – Sziszi, focista (cameoszerep)
- Váradi Hédi – presszósnő

## Televíziós megjelenés
M1, M2, M3, M5, Duna, Duna World, Kapos TV, Szegedi VTV, Filmmúzeum, Humor 1, Hír TV, Magyar Mozi TV